# Bettona
Bettona (latin: Vettona) är en kommun i provinsen Perugia, i regionen Umbrien. Staden nämns redan av Plinius den äldre och är av etruskiskt ursprung.
Kommunen hade 4 347 invånare (2018) och gränsar till kommunerna Assisi, Bastia Umbra, Cannara, Collazzone, Deruta, Gualdo Cattaneo samt Torgiano.
Via Amerina passerade genom Bettona.